# Kaouther Mohamed Belkebir
Kaouther Mohamed Belkebir, née le 5 août 2003, est une escrimeuse algérienne.

## Carrière
Kaouther Mohamed Belkebir est médaillée de bronze en sabre par équipes aux Championnats d'Afrique d'escrime 2019 à Bamako.
En avril 2021, elle remporte le tournoi de qualification olympique africain au Caire, obtenant ainsi sa qualification pour les Jeux olympiques de Tokyo.
Elle est médaillée d'or en sabre par équipes  aux Championnats d'Afrique 2022 à Casablanca et médaillée d'argent en sabre par équipes aux Championnats d'Afrique 2023 au Caire ainsi qu'aux Championnats d'Afrique 2025 à Lagos.